# 羅曼基 (錫內利尼科韋區)
48°3′38″N 36°9′13″E / 48.06056°N 36.15361°E
羅曼基（烏克蘭語：Романки），是烏克蘭中部第聶伯羅彼得羅夫斯克州錫內利尼科韋區波克羅夫斯凱市鎮的村落。處於沃夫恰河右岸，分別距離赫里霍里夫卡4公里和齊科韋6公里，始建於1816年，面積3.62平方公里，海拔高度85米，2001年人口861。